# Pi1 Orionis
Pi1 Orionis (π1 Ori / π1 Orionis) è un sistema stellare visibile nella costellazione di Orione, a sud-est di Aldebaran, nell'asterismo dello scudo di Orione. Il sistema appare come un oggetto di magnitudine 4,65. Dista circa 121 anni luce dal Sole.

## Caratteristiche
Il sistema è composto da tre stelle e potrebbe appartenere all'ammasso aperto delle Iadi. Le caratteristiche di due delle sue componenti sono note con maggiore certezza. Entrambe sono stelle di colore bianco, la più luminosa, di magnitudine 4,7, appartiene alla classe spettrale A0V, ha una massa quasi tripla rispetto a quella solare e una luminosità 26 volte maggiore di quella della nostra stella. Si tratta di una stella piuttosto giovane, con un'età stimata in appena 10 milioni di anni, e l'osservazione di un eccesso di radiazione infrarossa nei suoi dintorni suggerisce la presenza di un disco circumstellare, tipo quello che circonda Vega e Fomalhaut.
La seconda componente per luminosità, di magnitudine 8,9, appartiene alla classe A7 e data la distanza angolare dalla principale (172 secondi d'arco) potrebbe trovarsi solo sulla linea di vista, mentre la terza stella, di magnitudine 12,7 e distante 33″, sembrerebbe essere gravitazionalmente legata alla prima.